# Miri-Ann Beuschel
Miri-Ann Beuschel (født 10. februar 1992  i Randers) er en dansk skuespiller.

## Filmografi

### Film
| År   | Film                 | Rolle   |
| ---- | -------------------- | ------- |
| 2016 | Forældre             | Vibeke  |
| 2017 | Gud taler ud         | Maria   |
| 2020 | Vores mand i Amerika | Lauring |
| 2022 | Elsker dig for tiden |         |

### Tv-serier
| År        | Tv-serie     | Rolle   | Noter    |
| --------- | ------------ | ------- | -------- |
| 2017      | Idioten      | Sofie   | 4 afsnit |
| 2018-2019 | Doggystyle   | Maja    | 6 afsnit |
| 2019      | Parterapi    | Rainbow | 2 afsnit |
| 2019      | Yes No Maybe | Marlene | 2 afsnit |
| 2019      | Helved       | Ida     | 6 afsnit |
| 2020-2021 | GG Horsens 2 | Nicole  | 8 afsnit |